# Großsteingrab Sundbylille 2
Das Großsteingrab Sundbylille 2 war eine megalithische Grabanlage der jungsteinzeitlichen Nordgruppe der Trichterbecherkultur im Kirchspiel Jørlunde in der dänischen Kommune Frederikssund. Die letzten Reste des Grabes wurden in den 1940er Jahren zerstört.

## Lage
Das Grab lag östlich von Frederikssund auf einem Feld östlich des Frederikssundsvej. In der näheren Umgebung gibt bzw. gab es zahlreiche weitere megalithische Grabanlagen.

## Forschungsgeschichte
Im Jahr 1890 führten Mitarbeiter des Dänischen Nationalmuseums eine Dokumentation der Fundstelle durch. Bei einer weiteren Dokumentation im Jahr 1942 wurde festgestellt, dass in der Zwischenzeit alle Steine entfernt worden waren. Daraufhin erteilte das Museum 1947 die Genehmigung zur Abtragung der noch vorhandenen Hügelschüttung. Eine weitere Dokumentation erfolgte 1990 durch Mitarbeiter der Forst- und Naturbehörde. Zu dieser Zeit waren keine baulichen Überreste mehr auszumachen.

## Beschreibung
Die Anlage besaß eine ostsüdost-westnordwestlich orientierte rechteckige Hügelschüttung mit einer Länge von etwa 31,5 m und einer Breite von etwa 8,5 m. Der Hügel war um 1890 bereits stark angegraben. Von der Umfassung waren noch 16 Steine erhalten: fünf stehende und vier umgekippte im Norden sowie fünf stehende und zwei umgekippte im Süden. Eine Grabkammer war nicht erkennbar.